# Symbol Kroneckera
Symbol Kroneckera, delta Kroneckera – dwuargumentowa funkcja określona na zbiorze {\displaystyle T\times T\to \{0,1\},} gdzie {\displaystyle T\neq \emptyset ,} oznaczana symbolem {\displaystyle \delta _{ij},} rzadziej {\displaystyle \delta _{i,j}} lub {\displaystyle \delta (i,j),} która przyjmuje wartość 1 dla {\displaystyle i=j} i 0 dla {\displaystyle i\neq j.}
Symbolicznie:
{\displaystyle \delta _{ij}={\begin{cases}1&{\mbox{dla }}i=j\\0&{\mbox{dla }}i\neq j\end{cases}}.}
Delty Kroneckera używa się głównie w algebrze dla uproszczenia zapisu złożonych wzorów, na przykład przy opisie bazy sprzężonej.